# Rimavské Zalužany
Rimavské Zalužany – wieś (obec) na Słowacji położona w kraju bańskobystrzyckim, w powiecie Rymawska Sobota. Pierwsze wzmianki o miejscowości pochodzą z roku 1362. 
Według danych z dnia 31 grudnia 2012, wieś zamieszkiwało 329 osób, w tym 169 kobiet i 160 mężczyzn.
W 2001 roku pod względem narodowości i przynależności etnicznej 99,41% mieszkańców stanowili Słowacy, a 0,59% Węgrzy.
Ze względu na wyznawaną religię struktura mieszkańców kształtowała się w 2001 roku następująco:
- Katolicy rzymscy – 45,29%
- Ewangelicy – 23,24%
- Ateiści – 27,35%
- Nie podano – 3,53%